# Villa de Leyva
Villa de Leyva là một khu tự quản thuộc tỉnh Boyacá, Colombia. Thủ phủ của khu tự quản Villa de Leyva đóng tại Villa de Leyva Khu tự quản Villa de Leyva có diện tích ki lô mét vuông. Đến thời điểm ngày 28 tháng 5 năm 2005, khu tự quản Villa de Leyva có dân số 7333 người.